# Tarsus (insect)

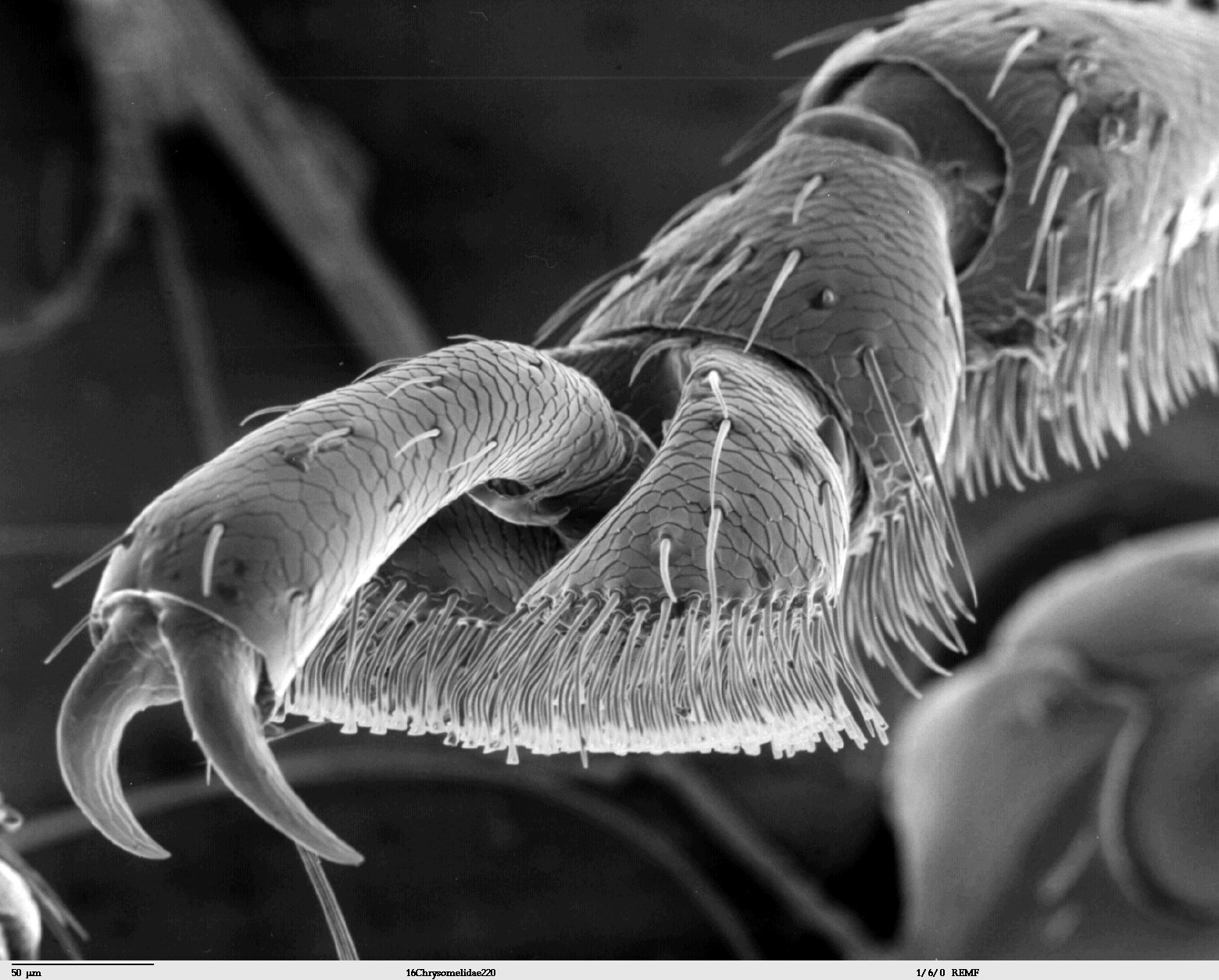
Tarsus van een bladkever

De tarsus van een insect is een structuur aan het uiteinde van de poot, waarmee het dier contact met de onderlaag houdt. De overeenkomstige structuur bij andere geleedpotigen wordt eveneens tarsus genoemd.
De tarsus bestaat meestal uit een tot vijf kleine geledingen met aan het uiteinde een dubbele haak. Verschillende insecten hebben gespecialiseerde structuren als kleverige borsteltjes of zuignapjes waarmee ze zich ook op gladde oppervlakken nog kunnen vasthouden.
Voor de determinatie zijn aantal en vorm van de tarsusleden, alsmede de vorm van de haak en andere structuren aan het uiteinde van de tarsus, vaak belangrijke kenmerken bij het identificeren van soorten.

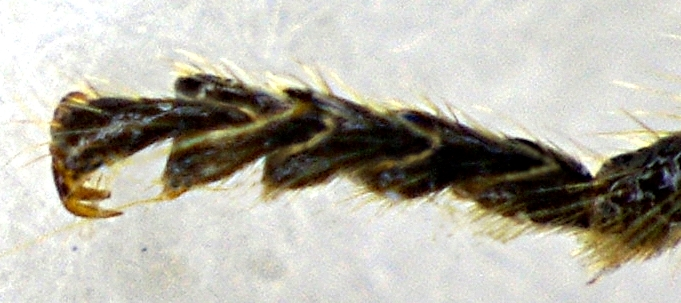
Tarsus van Tillus elongatus, een keversoort